# Les Règles du jeu (film, 2005)
Pour les articles homonymes, voir Les Règles du jeu (homonymie).
Pour plus de détails, voir Fiche technique et Distribution.
Les Règles du jeu est un film documentaire suisse sur le monde du hockey sur glace, réalisé par Pierre Morath et Nicholas Peart en 2005.

## Synopsis
Les Règles du jeu plonge dans l'univers des playoffs avec l'équipe de hockey sur glace du Genève-Servette Hockey Club. Les personnages principaux en sont Chris McSorley l'entraineur, l'ancien international français Philippe Bozon en fin de carrière, et Aurelien « Jimmy » Omer l'homme de l'ombre responsable du matériel.
Ce film documentaire a été monté avec le but de partager avec les spectateurs une image du sport en essayant de ne pas se limiter à des scènes de hockey, avec plusieurs scènes se passant dans les vestiaires, dans l´intimité des joueurs.

## Fiche technique
- Réalisation : Pierre Morath et Nicholas Peart
- Musique : Daniel Ciampolini
- Producteur : nva21 SA
- Pays d'origine :  Suisse
- Format : 35 mm
- Genre : Documentaire
- Durée : 106 minutes
- Date de sortie : 2005